# Olula de Castro (kommunhuvudort)
Olula de Castro är en kommunhuvudort i Spanien.   Den ligger i provinsen Provincia de Almería och regionen Andalusien, i den södra delen av landet, 400 km söder om huvudstaden Madrid. Olula de Castro ligger 1 005 meter över havet och antalet invånare är 148.
Terrängen runt Olula de Castro är huvudsakligen kuperad, men åt nordost är den bergig. Runt Olula de Castro är det mycket glesbefolkat, med 6 invånare per kvadratkilometer. Närmaste större samhälle är La Mojonera, 13,5 km norr om Olula de Castro. Omgivningarna runt Olula de Castro är i huvudsak ett öppet busklandskap.